# إهيمه إف سي
إهيمه إف سي (باليابانية: 愛媛FC) هو نادي كرة قدم في دور المحترفين الياباني يقع مركزه في ماتسوياما، إهيمه، محافظة إهيمه، اليابان. تأسس النادي عام 1970.

## وصلات خارجية
- الموقع الرسمي للنادي